# غوستاف كورنر
غوستاف كورنر (بالإنجليزية: Gustav Körner) (و. 1809 – 1896 م) هو سياسي، وصحفي، ومحامي، وقاضي، وثوري، ودبلوماسي، ومؤلف، وكاتب من الولايات المتحدة، ومدينة فرانكفورت الحرة، ولد في فرانكفورت، كان عضوًا في الحزب الجمهوري، والحزب الديمقراطي، توفي في بلفيل، عن عمر يناهز 87 عاماً.

## حياته

### النشأة والتعليم
كان غوستاف ابن ناشر في فرانكفورت وبائعًا ووسيطًا فنيًا يدعى برنارد كونر (1776 – 1829)، وأمه ماريا ماغدالينا كامبفه (1776 – 1847)، ابنة بائع كتب آخر في فرانكفورت. تخرج بامتحان الأبيتور من الثانوية في فرانكفورت. ثم درس الحقوق في كل من جامعات ينا وميونخ وهايدلبرغ وتخرج في عام 1832 من جامعة هايدلبرغ بشهادة دكتوراه في الحقوق إلى جانب القانون الألماني والروماني.

### الهروب من الاضطهاد في ألمانيا
في عشية عيد الميلاد عام 1830 في ميونخ، تورط كورنر في شجار أدى إلى مجابهته الجندرمة الألمانية (الشرطة) في مدينة بافاريا حيث سقط شرطي أرضًا وأصيب بجروح. بسبب اشتراكه فيما أطلق عليه «أعمال شعب الكريسماس»، نقل للحبس فترة أربعة أشهر، ذكر لاحقًا أنه خلال فترة سجنه تعلم عن القانون أكثر مما عرفه خلال سنتيه الدراسيتين في جامعة ينا. بسبب ذلك الحادث، أغلقت جامعة ميونخ أبوابها مؤقتًا، وبعد خروجه من السجن، انتقل كورنر إلى جامعة هايدلبرغ.
كان كورنر واحدًا من المشاركين في مهرجان هامباخ ربيع عام 1832 الذين أقيم تحضيرًا لدولة حرة وديمقراطية وموحدة في ألمانيا. كانت مفوضية ملوك الاتحاد الألماني (أطلق عليها رسميًا اسم «الجمعية الاتحادية») تقع في قصر «باليه ثورن أوند تاكسيس» وسط فرانكفورت، مدينة مورنر الأصلية. خلال حدث «حراسة بيت فرانكفورت» عام 1833، والذي كان محاولة فاشلة من قبل التلاميذ لبدء مظاهرة تشمل جميع دول الاتحاد الألماني، أصيب كورنر، وتجنبًا لإدانته من قبل السلطات وسجنه بتهمة الخيانة العظمى التي قد تؤول إلى عقوبة الإعدام، هرب بزي فتاة إلى فرنسا. صدر أمر بالقبض عليه. اعتبر واحدًا من الثلاثين (مجموعة من الأفراد الألمان الذين فروا إلى الولايات المتحدة في ثلاثينيات القرن التاسع عشر هربًا من القمع السياسي).
تشكل المكتب الاتحادي المركزي للتحقيقات في فرانكفورت بعد الثورة ضد حكم رئيس الاتحاد الألماني فرانتس الثاني، إمبراطور النمسا، ومستشاره كليمنس فون مترنيش وعدد آخر من أتباعه من بينهم فريدرش فيلهلم الثالث ملك بروسيا. منحته هذه السطات رقم 908 باسم غوستاف بيتر فيليب كورنر في «كتابهم الأسود» سيء السمعة للمتهمين الثوريين. احتلت مدينة فرانكفورت الحرة من قبل قوات فيدرالية من النمسا وبروسيا والتي عنت بحكم الواقع خسارة كلية لاستقلالها.

### سنواته الأخيرة
في عام 1867 عين كورنر رئيسًا لمجلس الأمناء، التي نظمت بيت أيتام جنود إلينوي في بلومنغتون، وفي عام 1870 أصبح رئيس أول مجلس للمفوضين في هيئة السكك الحديدية في إلينوي. بكونه داعمًا لمحاولة أوليسيوس غرانت الانتخابية الناجحة عام 1868، أصبح مؤيدًا للحزب الجمهوري الليبرالي، منتميًا إلى لجنة الترشيح التي اختارت هوراس غريلي (لم ينجح) مرشحًا للرئاسة الأميركية.
في العام ذاته، خاض كورنر الانتخابات (انتخابات حاكم ولاية إلينوي في عام 1872)، رغم فوز الجمهوري ريتشارد جيمس أوجليسبي (1824 – 1899) في الانتخابات. ثم دعم المرشح الديمقراطي صموئيل تيلدن لرئاسة الولايات المتحدة في انتخابات مثيرة للجدل عام 1872 (فاز تيلدن بأغلبية ساحقة ولم يُنتخب بسبب إتفاق سياسي بين الحزبين المهيمنين) وبقي مع هذا الحزب بعد ذلك.
في عام 1874، أنشأت زوجة كورنر صوفيا، مع هنري راب (1837 – 1901)، ومهاجر ألماني من ويتزلار (1854)، وأمين مكتبة في بلفيل، ومعلم مشهور لاحقًا، وآخرين غيرهم، إحدى أولى رياض الأطفال. أصبحت أول رئيسة لجمعية بلفيل لرياض الأطفال التي تلقت مبلغ 2100 دولار من 70 مساهمًا، وبدعم من 150 امرأة أخرى، ساعدت بعد سنة من ذلك 201 تلميذًا يدرسهم ثلاثة معلمين. تبع هذا المعهد نظام يوليوس فروبل للتعليم الابتدائي لتدريب الأطفال دون عناء. انتهى البناء في أبريل من عام 1875 بمبلغ 5000 دولار، إلا أنه بيع عام 1892 إلى جمعية بيلفيل الفلهارمونية.